# Mentès fils d'Anchiale
Pour les articles homonymes, voir Mentès.
Dans la mythologie grecque, Mentès (en grec ancien Μέντης), fils d'Anchiale, est roi des Taphiens. Il est mentionné dans le premier livre de l’Odyssée,, : la déesse Athéna se déguise en Mentès, vieil ami de la famille d'Ulysse, lorsqu'elle se rend chez le fils de celui-ci, Télémaque.